# Поляков, Александр Абрамович
Александр Абрамович Поляков (при рождении Сендер Абрамович; 7 (19) октября 1879, Одесса — 16 октября 1971, Нью-Йорк) — русский журналист и редактор.

## Биография
Родился 7 октября (по старому стилю) 1879 года в Одессе, где его отцу — одесскому мещанину (прежде маякскому купеческому сыну) Абраму-Ицеку (Авруму-Ицхоку) Гершевичу Полякову — с братом принадлежала конфетная фабрика с конторой на Базарной улице, дом № 8. Им же принадлежал двухэтажный дом и флигель на Базарной улице, № 12, где жили семьи обоих братьев. Мать — Хана Дувидовна Полякова (1851—1919).
Окончил юридический факультет Императорского Московского университета. С 1904 года занимался журналистикой, сотрудник редакций газет «Одесские новости» и «Биржевые ведомости», затем московской газеты «Русское слово», был также думским референтом последней. Был одним из основателей и с 27 февраля по 5 марта 1917 года членом редакции газеты «Известия Комитета петроградских журналистов»
В 1918 году покинул Петроград, жил в Киеве и с 1919 года в Севастополе, где редактировал газету «Юг» (позже «Юг России»). В 1920 году эвакуировался из Крыма в Константинополь. С 1922 года находился в эмиграции во Франции, работал в редакции газеты «Последние новости» в Париже, сначала в качестве секретаря редакции, затем вплоть до закрытия газеты заместителем редактора газеты П. Н. Милюкова. П. Н. Милюков определял политическое направление газеты «Последние новости», характер её содержания, не занимаясь производственной стороной дела, что входило в обязанности А. А. Полякова. Многолетний сотрудник газеты Андрей Седых вспоминал: «У нас был выдающийся русский журналист — Александр Абрамович Поляков. Он был тоже моим учителем. Мастер своего дела, он был фактически редактором „Последних новостей“, если уж говорить правду, потому что Милюков следил больше за политической линией газеты. Милюков был капитаном судна, но руль всегда был в твёрдых руках А. А. Полякова».
После оккупации Парижа бежал в США, с 1942 года жил в Нью-Йорке, где до 1970 года был постоянным сотрудником редакции газеты «Новое русское слово». Публиковался в журнале «Русская школа за рубежом». Оставил воспоминания.
Умер 16 октября 1971 года[по какому календарю?] в Нью-Йорке. Похоронен на Одесском участке кладбище Beth-El в Пэрэмэс (Нью-Джерси).
Сохранилась переписка Марины Цветаевой с А. А. Поляковым.

## Семья
- Брат — Владимир Абрамович Поляков, журналист и издатель.
- Брат — Виктор Абрамович Поляков (25 февраля 1886 — 1942)[13], журналист, редактор.
- Племянники — историк Леон Поляков и художник Борис Гроссер. Племянница — София Викторовна Полякова (1914—1994), филолог‑классик, византинист, исследователь русской литературы.
- Сестра Злата (1868—?) была замужем за Владимиром Йось-Мордковичем Шульзингером, сыном издателя одесской газеты «Новое обозрение» Марка Цалевича Шульзингера (1819—1907)[14]; их племянник — писатель Александр Козачинский[15].
- Жена — Александра Яковлевна Полякова (1884—1983).
  - Дочь — Наталья Делугаз (1910—2006), библиотекарь, сотрудница Библиотеки Конгресса США и Еврейского университета в Иерусалиме[16][17].